# Ulrich von Dornum
Ulrich von Dornum (* 1465/66; † 12. März 1536 in Oldersum) war ein Sohn des ostfriesischen Häuptlings Sibet Attena und dessen zweiter Ehefrau Margarete von Westerwolde.
Durch seine Vermählung mit Essa von Oldersum im Jahr 1494 wurde Ulrich von Dornum Herr der halben Herrlichkeit Oldersum, sowie von Jarßum und Widdelswehr. Sein vom Vater testamentarisch verfügtes Erbteil im Harlingerland wurde ihm dagegen von seinem älteren Stiefbruder Hero Omken vorenthalten. Essa von Oldersum starb bereits 1515. Da ihre Ehe kinderlos geblieben war, fiel ihr Erbe nach Recht und Vertrag an das Haus Oldersum zurück. Ulrich heiratete 1519 in zweiter Ehe Hyma von Grimersum.
Im Juni 1526 initiierte und organisierte Ulrich von Dornum das sogenannte Oldersumer Religionsgespräch in der Oldersumer Kirche. Die von ihm verfasste Niederschrift der Oldersumer Disputation wurde noch in demselben Jahr bei Nikolaus Schirlentz in Wittenberg gedruckt. Mit der Verbreitung dieser Schrift hat Ulrich von Dornum entscheidend zur weiten Verbreitung und zur schnellen Durchsetzung der Reformation in Ostfriesland beigetragen.